# 베르나르디노 피녜라
베르나르디노 피녜라 카르발로(Bernardino Piñera Carvallo, 1915년 9월 22일 ~ 2020년 6월 21일)는 칠레의 가톨릭 주교이다.
파리에서 태어나 1947년 사제가 되었다. 1958년 탈카의 보좌주교가 되었다. 이후 테무코의 주교(1960~1977), 라세레나의 대주교(1983~1990)를 거쳤다. 제2차 바티칸 공의회(1962~1965)에 참석했으며, 1983년부터 1988년까지 칠레 주교회의 의장을 맡았다.
2019년 주 칠레 교황 대사인 이보 스카폴로는 피녜라가 50년 전 아동 성학대를 저지렀다는 주장에 대해 바티칸이 조사를 시작했다고 밝혔다.
2020년 코로나19에 의한 폐렴으로 사망하였다.
칠레의 40대(2010년~2014년) 대통령 세바스티안 피녜라의 큰아버지이다.